# Порядок наследования престола в княжестве Вальдек-Пирмонт
Княжество Вальдек и Пирмонт было упразднено в ноябре 1918 года во время Революции в Германии, после поражения центральных держав в Первой мировой войне. Порядок наследования престола, как и в большинстве бывших государств Священной Римской империи, был полусалический. Женщины допускались к наследованию лишь по совершенном прекращении всех потомков мужского пола данной династии. В настоящее время претендентом на трон и главой дома является Карл Антон Вальдек-Пирмонтский (род. 1991), правнук Фридриха (1865—1946), последнего правящего князя Вальдек-Пирмонта (1893—1918).

## Текущая линия престолонаследия
- Фридрих, князь Вальдек-Пирмонта (1865—1946)
  - Йозиас, наследный принц Вальдек-Пирмонта (1896—1967)
    - Виттекинд Вальдек-Пирмонтский (1936—2024)
      - Карл-Антон Вальдек-Пирмонтский (род. 1991)
      - (1) Йозиас Кристиан, наследный принц Вальдек-Пирмонтский (род. 1993)
      - (2) Принц Иоганнес (род. 1993)

  - Принц Максимилиан Вильгельм (1898—1981)
    - (3) Принц Георг-Виктор (род. 1936)
      - (4) Принц Кристиан-Людвиг (род. 1967)
        - (5) Принц Кристиан Вольрад (род. 1998)
        - (6) Принц Виктор (род. 2000)
        - (7) Принц Казимир (род. 2002)
        - (8) Принц Мориц (род. 2006)

      - (9) Принц Вольрад (род. 1974)
        - (10) Принц Николаус Кристиан-Людвиг (род. 2012)

  - Принц Георг Вильгельм (1902—1971)
    - (11) Принц Йозиас Фридрих (род. 1935)
      - (12) Принц Александр (род. 1972)
        - (13) Принц Йозиас Людвиг (род. 2012)

      - (14) Принц Клеменс (род. 1975)

    - Принц Георг-Фридрих (1936—2020)
      - (15) Принц Филипп-Генрих (род. 1967)

    - (16) Принц Вольквин (род. 1940)
      - (17) Принц Фридрих (род. 1969)
        - (18) Принц Пауль-Фердинанд (род. 2012)

      - (19) Принц Николаус Карл (род. 1970)
      - (20) Принц Людвиг Вильгельм (род. 1983)

    - (21) Принц Кристиан-Петер (род. 1945)
      - (22) Принц Георг-Вильгельм (род. 1972)
        - (23) Принц Фридрих-Карл Ульрих (род. 1999)
        - (24) Принц Макс Георг (род. 2000)
        - (25) Принц Каспар (род. 2004)
        - (26) Принц Кристиан Хуберт (род. 2004)

## Порядок наследования в ноябре 1918 года
- Кристиан Людвиг, граф Вальдек-Пирмонта (1635—1706)
  -  Фридрих Антон, князь Вальдек-Пирмонта (1676—1728)
    -  Карл Август, князь Вальдек-Пирмонта (1704—1763)
      -  Георг I, князь Вальдек-Пирмонта (1747—1813)
        -  Георг II, князь Вальдек-Пирмонта (1789—1845)
          -  Георг Виктор, князь Вальдек-Пирмонта (1831—1893)
            -  Фридрих, князь Вальдек-Пирмонта (род. 1865)
              - (1) Йозиас, принц Вальдек-Пирмонтский (род. 1896)
              - (2) Принц Максимилиан Вильгельм (род. 1898)
              -  (3) Принц Георг Вильгельм (род. 1902)[2][3]

  - Йозиас Вальдек-Бергхаймский (1696—1763)
    - Йозиас Вальдек-Бергхаймский (1733—1788)
      - Карл Вальдек-Бергхаймский (1778—1849)
        - Адальберт Вальдек-Бергхаймский (1833—1893)
          - (4) Адальберт Вальдек-Бергхаймский (род. 1863)
          - (5) Герман Вальдек-Бергхаймский (род. 1864)
          - (6) Александр Вальдек-Бергхаймский (род. 1867)
          - (7) Фридрих Вальдек-Бергхаймский (род. 1870)
          - (8) Георг Вальдек-Бергхаймский (род. 1876)